# Петля навколо Леувардена
53°10′32″ пн. ш. 5°45′10″ сх. д. / 53.175661° пн. ш. 5.75288773° сх. д.
Петля навколо Леувардена (нід. Haak om Leeuwarden) — це національне шосе та відхилення від Автомагістралі A31. Дорога розташована на південній і західній стороні міста Леуварден. Маршрут пролягає від Марссума, на захід від Леувардена, плавним поворотом у південно-східному напрямку та після розгалуження на розв’язці Верпстерхук забезпечує з’єднання з існуючими дорогами A31 і А32.
Дорога має 2х2 смуги. На перетині з каналом Ван Харінкса планується будівництво акведука. У Верпстергуку, можливо, підвищується новий вокзал "Leeuwarden Werpsterhoek" з трансферіумом. Новий західний під’їзний шлях від Леувардена, також обладнаний акведуком під каналом Ван Харінксма, з’єднається з петльою навколо Леувардена. Підготовка до будівництва розпочалася влітку 2011 року, а відкрити дорогу заплановано було на грудень 2014 року.
Раніше це сполучення утворювалося з’єднанням доріг із перехрестями на рівні, що спричиняло затори в години пік через змішування наскрізного трафіку з трафіком, що в’їжджає та виїжджає з міста. Дорога також проходила прямо через територію, де будується новий район De Zuidlanden.

## Історія
У 1997 році Рейксватерштат, провінція Фрісландія, міський регіон Леуварден і муніципалітет Леуварден почали дослідження ситуації з дорожнім рухом навколо Леувардена. Одним із висновків цього дослідження було те, що будівництво нового сполучення має важливе значення для вирішення проблем транспортного потоку на автошляху A31. Після дослідження міністр транспорту, громадських робіт і водного господарства дав регіону зелене світло в жовтні 2001 року для дослідження планування, яке зрештою призвело до кількох можливих маршрутів.

## Рішення про маршрут
Проект декрету про маршрут на вулиці Рейксвег 31 у Леувардені був підписаний 15 квітня 2009 року міністрами Крамером (VROM) і Ерлінгсом (управління транспортом і водними ресурсами). Коли він був схвалений муніципальною радою Леувардена 31 серпня 2009 року, виявилося, що Рейксватерштаат все ще стурбований безпекою майбутньої розв'язки Верпстергук. Складна конструкція вузла могла призвести до проблем. Тому було вирішено розширити ряд поворотів на сполучних дорогах і не створювати жодних ділянок, що перетинаються. У лютому 2010 року колишній міністр Каміель Ерлінгс підписав рішення про маршрут будівництва. У травні 2010 року між провінцією та національним урядом було досягнуто угоди про фінансування петлі навколо Леувардена та кількох інших дорожніх проектів у Фрісландії. На початку 2012 року об'єднання підрядників De Heak Súd розпочало підготовчі роботи. Проект було завершено наприкінці 2014 року.